# Élection présidentielle paluane de 2024
L'élection présidentielle paluane de 2024 a lieu le 5 novembre 2024 afin d'élire le président et le vice-président de la république des Palaos. Les élections législatives et sénatoriales sont organisées le même jour,.
Le président sortant Surangel Whipps Jr. est élu pour un second et dernier mandat consécutif.

## Système politique et électoral
Ancien territoire sous souveraineté des États-Unis jusqu'en 1994, les Palaos ont un système de gouvernement qui s'inspire en partie du modèle américain. Le pays est une république à régime présidentiel ; le président de la République est à la fois chef de l'État et chef du gouvernement.
Le président est élu au scrutin uninominal majoritaire à deux tours pour un mandat de quatre ans, renouvelable une fois de manière consécutive. Le vice-président est élu le même jour lors d'un scrutin séparé. Il n'y a pas de parti politique aux Palaos, qui est une démocratie non partisane. Les candidats aux élections sont par conséquent tous indépendants.
Afin d'être éligible à la fonction de président, un candidat doit être citoyen des Palaos, avoir au moins 35 ans et avoir été résident des Palaos tout au long des 5 ans précédant l’élection.

## Campagne et candidats

### Campagne
La présidentielle de 2024 voit s'affronter le président sortant élu en 2020 Surangel Whipps Jr. pour un second mandat, face à son beau-frère Tommy Remengesau, ancien président du pays à deux reprises, de 2001 à 2009 et de 2013 à 2021. Il s'agit de la deuxième fois que les deux candidats se retrouvent opposés depuis l'élection présidentielle de 2016. La campagne électorale reste discrète et marquée par les sujets économiques, notamment la hausse du coût de la vie dans l'archipel.

### Candidats
Comme il n'y a que deux candidats à la présidence et à la vice-présidence, l'élection se déroule en un seul tour.
| Portrait                       | Candidat                  | État d'origine            | Expérience politique | Date d'annonce de candidature Slogan de campagne                                                            | Réf.                      |
| Candidats à la présidence      | Candidats à la présidence | Candidats à la présidence | Candidats à la présidence | Candidats à la présidence                                                                                   | Candidats à la présidence |
| ------------------------------ | ------------------------- | ------------------------- | --- | --- | ------------------------- |
| Surangel Whipps Jr.            | Surangel Whipps Jr.       | Ngatpang                  | Président (depuis 2021) Autres fonctions : Sénateur (2009-2016)                                                                    | 11 février 2024 « Les Paluans d'abord » (Palauans First)                                                    | ,                         |
| Tommy Remengesau               | Tommy Remengesau          | Koror                     | Président (2001-2009 ; 2013-2021) Autres fonctions : Vice-président (1993-2001) Ministre de l'Administration (1993-2001)           | 24 février 2024 « Ensemble, nous pouvons rendre l’avenir meilleur » (Together, we can make tomorrow Better) | [ 8 ]                     |
| Candidats à la vice-présidence |                           |                           | | |                           |
| Uduch Sengebau Senior          | Uduch Sengebau Senior     | Koror                     | Vice-présidente (depuis 2021) Autres fonctions : Ministre de la Justice (depuis 2021) Ministre d'État (2021) Sénatrice (2013-2021) | 6 février 2024 « La famille d'abord » (Family First)                                                        | [ 9 ]                     |
| Raynold Oilouch                | Raynold Oilouch           | Ngchesar                  | Vice-président (2017-2021) Autres fonctions : Ministre de la Justice (2017-2021) Sénateur (2009-2017)                              | 9 avril 2024 « Avancer ensemble » (Moving Forward Together)                                                 | ,                         |

## Résultats

### Présidence
| Candidats                | Candidats                | Partis                   | Voix   | %     |
| ------------------------ | ------------------------ | ------------------------ | ------ | ----- |
|                          | Surangel Whipps Jr.      | Indépendant              | 5 626  | 57,74 |
|                          | Tommy Remengesau         | Indépendant              | 4 103  | 42,11 |
|                          | Candidats par écrit      | Candidats par écrit      | 15     | 0,15  |
|                          |                          |                          |        |       |
| Votes valides            | Votes valides            | Votes valides            | 9 744  | 99,16 |
| Votes blancs             | Votes blancs             | Votes blancs             | 70     | 0,71  |
| Votes nuls               | Votes nuls               | Votes nuls               | 13     | 0,13  |
| Total                    | Total                    | Total                    | 9 827  | 100   |
| Abstention               | Abstention               | Abstention               | 7 089  | 41,91 |
| Inscrits / participation | Inscrits / participation | Inscrits / participation | 16 916 | 58,09 |

### Vice-présidence
| Candidats                | Candidats                | Partis                   | Voix   | %     |
| ------------------------ | ------------------------ | ------------------------ | ------ | ----- |
|                          | Raynold Oilouch          | Indépendant              | 6 726  | 70,25 |
|                          | Uduch Sengebau Senior    | Indépendante             | 2 829  | 29,55 |
|                          | Candidats par écrit      | Candidats par écrit      | 20     | 0,21  |
|                          |                          |                          |        |       |
| Votes valides            | Votes valides            | Votes valides            | 9 575  | 97,44 |
| Votes blancs             | Votes blancs             | Votes blancs             | 242    | 2,46  |
| Votes nuls               | Votes nuls               | Votes nuls               | 10     | 0,10  |
| Total                    | Total                    | Total                    | 9 827  | 100   |
| Abstention               | Abstention               | Abstention               | 7 089  | 41,91 |
| Inscrits / participation | Inscrits / participation | Inscrits / participation | 16 916 | 58,09 |